# 固城店镇
固城店镇是中国河北省邢台市柏乡县下辖的一个镇。

## 行政区划
固城店镇下辖崔家庄村、北天村、吕菅村、南江村、正元寺村、三十里村、北江村、西苏村、北小京村、城阳村、固南村、固北村、南马村、北马村、东小京村、常乐村、市中村、西马村、西黄村、中黄村、北黄村。